# Ermin Šiljak
Ermin Šiljak (Ljubljana, 11 mei 1973) is een voormalig Sloveens betaald voetballer die speelde als centrale aanvaller, onder meer voor Olimpija Ljubljana en Excelsior Moeskroen. Na zijn actieve loopbaan stapte hij het trainersvak in.

## Interlandcarrière
Onder leiding van bondscoach Zdenko Verdenik maakte Šiljak zijn debuut voor het Sloveens voetbalelftal op 23 maart 1994 in het oefenduel tegen Macedonië, net als Robert Oblak en Miran Pavlin. Hij moest in dat duel na 45 minuten plaatsmaken voor een andere debutant, Štefan Škaper van NK Beltinci. Šiljak speelde in totaal vijftig interlands in de periode 1994-2005, en scoorde veertien keer voor zijn vaderland, waaronder vier keer tegen Cyprus.

## Erelijst
Olimpija Ljubljana
- Landskampioen

1994, 1995
- Beker van Slovenië

1996
- Sloveense Supercup

1995
 Servette FC Genève
- Landskampioen

1999
- Beker van Zwitserland

2001